# Revolutionerna 1848

Oroligheter i Europa åren 1848-1849

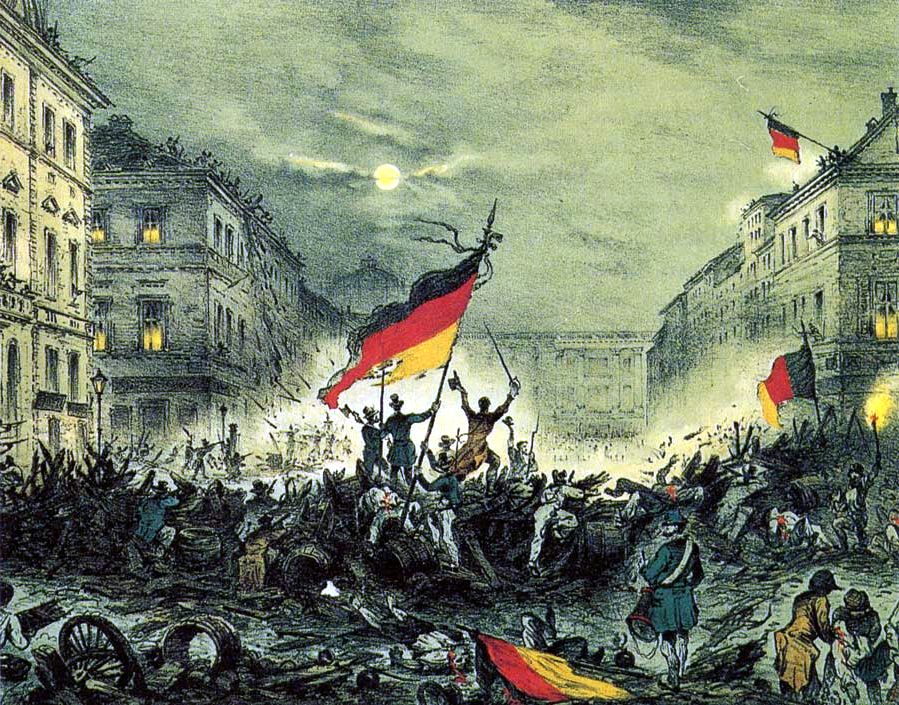
Marsrevolutionen i Berlin.

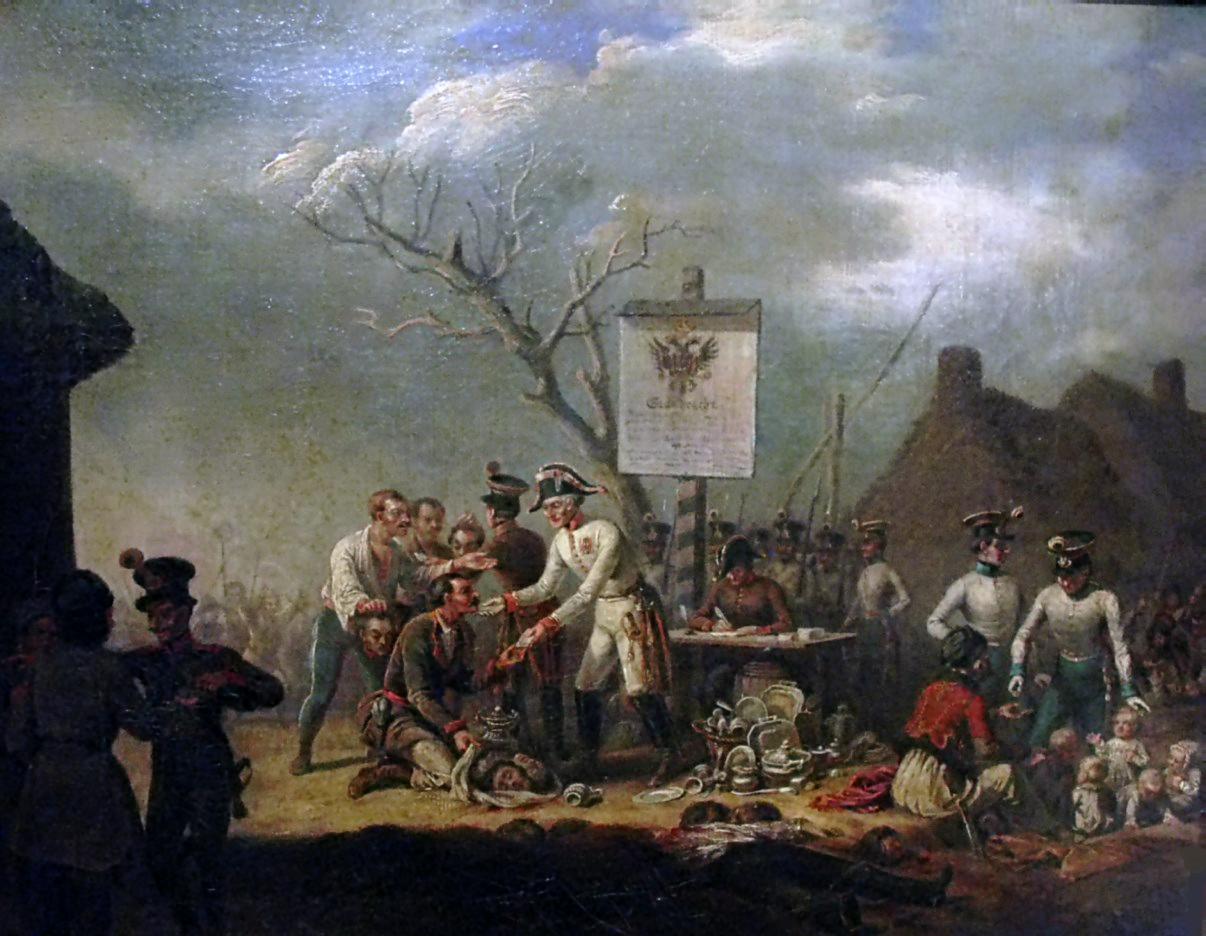
De galiziska massakrerna i Polen.

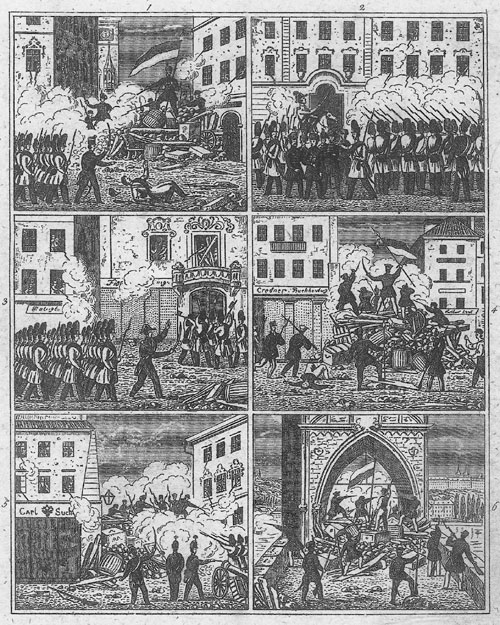
Strider i Prag.

Revolutionerna 1848, i vissa länder kända som Nationernas vår eller Folkens vår, var de händelser som utspelade sig i flera europeiska länder, med början i Frankrike i februari. Vågen av uppror spred sig genast från Frankrike till övriga Europa och delar av Sydamerika, men graden av internationell samverkan mellan de revolutionära krafterna var låg. Fler än 50 länder påverkades av oroligheterna. Händelserna utgör sammantaget den största vågen av revolter i europeisk historia. Trots detta hade reaktionära krafter segrat inom ett år.
Fem huvudfaktorer låg bakom revolutionsförsöken: utbrett missnöje med det politiska ledarskapet; krav på högre grad av demokrati; arbetarklassens missnöje; stegrande nationalism; och slutligen omgruppering av de reaktionära krafterna kring kungafamiljer, aristokratin, armén och bönderna. Upproren leddes av skakiga ad hoc-koalitioner av reformister, medelklass och arbetare, som inte höll ihop länge. Tiotusentals människor dödades, och många fler tvingades i exil. De enda betydande och långvariga reformerna som blev direkta konsekvenser av upproren var avskaffandet av livegenskap i Österrike, slutet på enväldig monarki i Danmark, och det definitiva slutet på den capetingiska dynastin i Frankrike.
Revolutionerna var viktigast i Frankrike, Tyskland, Polen, Italien och i det österrikiska imperiet. Även i Rumänien, Schweiz och Brasilien förekom kraftiga revolter. Till de relativt lugna länderna räknas Ryssland, Storbritannien (dock berördes Irland), Spanien, Sverige, Belgien, Portugal och Osmanska riket.

## Danmark
Sedan 1830-talet hade det uppkommit en rörelse bland den tyskspråkiga befolkningen i Schleswig och i Holstein att området skulle få en egen författning. Den 18 mars 1848 krävde de tyskspråkiga att även Schleswig skulle bli en del av det Tyska förbundet (Holstein var det redan). I Danmark ville De Nationalliberale införliva Schleswig i kungariket. Den 21 mars  samlades en demonstration vid slottet Christiansborg och krävde Schleswigs införlivande. Dagen därpå utnämnde kung Fredrik VII en ny regering och förklarade att enväldet var slut. Två dagar senare, den 24 mars, bildade de tyskspråkiga i Schleswig och Holstein en egen regering med säte i Kiel. Upproret blev inledningen på Slesvig-holsteinska kriget.

## Sverige – Marsoroligheterna
Den 2 mars 1848 fick Stockholm de första nyheterna om den franska februarirevolutionen. På morgonen lördagen den 18 mars hittade polisen på olika ställen i staden proklamationer och dokument som vände sig emot myndigheterna, krävde reformer och valrätt. På eftermiddagen hade det ordnats en bankett i De la Croix's stora sal vid Brunkebergstorg och utanför på torget samlades efterhand en folkmassa. Den uppretade folkmassan krossade fönster och hotade att ta sig in i huset. Med hjälp av militär kunde överståthållare Sprengtporten rensa gatan och arrestera vissa, trots att folkmassan svarade med stenkastning.

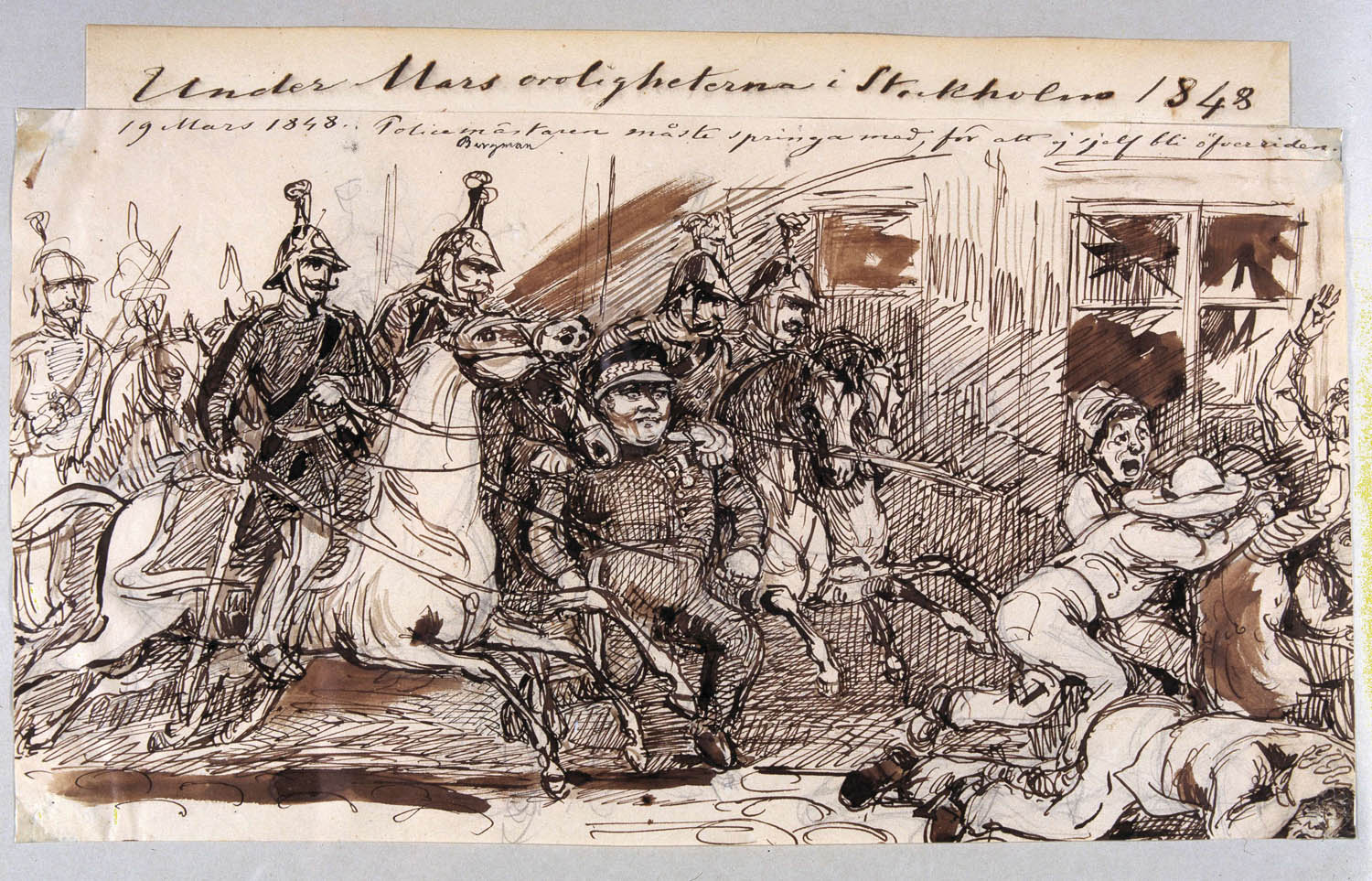
Kavallerister och folkmassa i Stockholm. Teckning av Fritz von Dardel 1848.

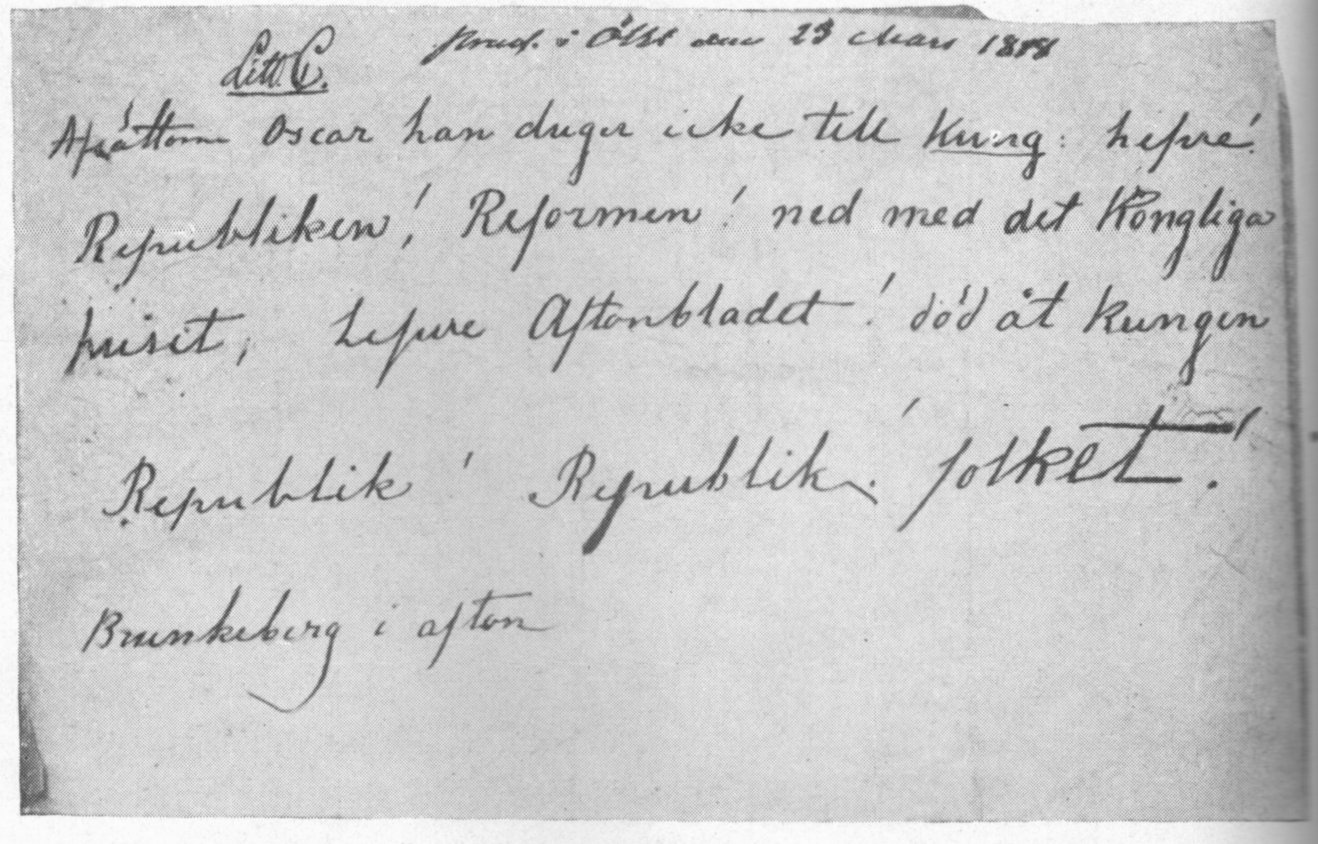
Upprop som spreds vid marsoroligheterna i Stockholm 1848. "Afsättom Oscar han duger icke till kung hellre Republiken! Reformen! ned med det Kongliga huset, lefve Aftonbladet! död åt kungen / Republik Republik folket. Brunkeberg i afton".

På kvällen hade en folkmassa samlats mellan slottet och Storkyrkan. Kung Oscar hade tidigare under kvällen bevistat en föreställning med Jenny Lind på operan men mötte de demonstrerande borgarna på Storkyrkobrinken och tog del av deras klagomål. Därefter gav kungen order att de som hade arresterats skulle frisläppas. De församlade hurrade för Kungen och demonstrationen upplöstes. Sedan kungen lämnat platsen rörde sig några personer vidare och på Gustav Adolfs torg, på Drottninggatan och på Blasieholmen började vissa kasta sten på fönster, bland annat hos prästståndets ledare ärkebiskop Wingård.
Följande dag, söndagen den 19 mars, fortsatte oroligheterna, människor samlades och butiker plundrades. Kungen beslöt sig då för att ingripa med kraft. När människor på kvällen samlades vid Storkyrkobrinken och inte följde befallningen att skingras ryckte en kavalleritrupp fram. Truppen möttes med stenkastning och kunde inte göra en kavallerichock mot folkmassan som var tänkt. Kungen gav då order om att ge eld och 18 personer dödades och många sårades. Storkyrkobrinken och Rådhustorget tömdes på folk. Vid Norra Smedjegatan (nuvarande huvudgången genom Gallerian) stormades en barrikad av en gardespluton.
Hos stadens borgerskap bildades beväpnade skyddskårer som fungerade som ordningsvakter men måndagen blev lugn. På tisdagen, den 21 mars, anlände enheter ur armén för att finnas till hands om oroligheterna skulle blossa upp igen.

## Italien
I Italien utbröt upplopp mot såväl de enväldiga kungarna i Neapel och Turin, mot påvemakten och mot Österrikes välde i Norditalien, och under våren lyckas olika upproriska grupper ta kontrollen över större delen av Italien. Segern var dock tillfällig. Framåt sommaren övertog kung Ferdinand kontrollen i Neapel, invaderade Sicilien och slog ned upproret. Österrikiska trupper invaderade norra Italien och slog ned upprorstrupperna där. Under 1849 slogs ned i övriga delar av Italien, och franska trupper gick in i Kyrkostaten och med dessas hjälp kunde påvens makt återupprättas. Den fria republiken Venedig föll i augusti 1849.

## Tyskland
I västra Tyskland tillsattes parlamentariska regeringar i de flesta småstater och i München och Berlin revolterade arbetarna framgångsrikt. En alltysk nationalförsamling, Frankfurtparlamentet inrättades, men lyckades inte utföra något. Inom kort föll de flesta av de parlamentariska regeringarna och ett monarkiskt styre återupprättades i de flesta stater.

## Ungern
I Ungern tvingades den kejserlige guvernören att avgå den 15 mars efter stora demonstrationer i Buda och Pest. Upplopp i andra delar av landet gjorde att ungerska reformvänner kunde utropa Ungerns autonomi inom ramen för det habsburgska riket. Ny guvernör blev Lajos Kossuth och premiärminister blev Lajos Batthyány. Snabbt kunde man sjösätta en rad reformer, marslagarna, som gjorde Ungern till ett autonomt kungarike med den habsburgske kejsaren som kung.

## Böhmen
Även i Böhmen revolterade befolkningen och utropade en självständig stat. Redan 1849 intogs dock Prag av österrikiska trupper.